# 前220年代
| 千纪： | 前1千纪 |
| 世纪： | 前4世纪 \| 前3世纪 \| 前2世纪                                                                              |
| 年代： | 前250年代 \| 前240年代 \| 前230年代 \| 前220年代 \| 前210年代 \| 前200年代 \| 前190年代                    |
| 年份： | 前229年 \| 前228年 \| 前227年 \| 前226年 \| 前225年 \| 前224年 \| 前223年 \| 前222年 \| 前221年 \| 前220年 |

前220年代從前229年1月1日開始，於前220年12月31日結束。

## 大事记
重要事件及趋势
- 中國
- 公元前228年秦國滅趙國
- 公元前225年秦國滅魏國，活捉魏王假。

重要人物
- 秦王政(秦始皇)
- 魏王假